# Lilith Feministisch Infoblad
Lilith Feministisch Infoblad was een tijdschrift dat tussen 1980 en 1987 verscheen in België. Het werd uitgegeven door het Vrouwen Overleg Komitee (sinds 2016 Furia) op het einde van de tweede feministische golf en gedrukt door de Antwerpse drukkerij De Wrikker.

## Symbolische Naam
De naam Lilith is een verwijzing naar een figuur uit de Joodse mythologie. Lilith wordt in vele contexten als een demoon beschouwd maar in deze feministische context symboliseert Lilith de vrijgevochten vrouw. In het scheppingsverhaal (genesis) komt Lilith voor als de eerste vrouw van Adam. Ze wordt gezien als demoon in religies waar het vaderbeeld zeer belangrijk is. Ze is niet onderdanig zoals Eva, en wordt daarom sinds de 20e eeuw gezien als symbool voor de vrijgevochten vrouw die geen vrede neemt met traditionele verhoudingen en vrouwenonderdrukking.

## Filosofie
De filosofie van het blad was het publiceren van een waaier aan informatie voor de volledige vrouwenbeweging. In het blad waren verschillende rubrieken van belang, van een activiteitenkalender tot dossiers over zaken die de vrouwenbeweging aangaan. Het blad was een klankbord voor vrouwenorganisaties, vrouwenhuizen, vrouwencursussen maar ook voor alleenstaande vrouwen. Het was een laagdrempelige manier voor elke vrouw om in contact te komen met de vrouwenbeweging en met gelijkgestemden. Het magazine was grafisch zeer sterk uitgewerkt met illustraties om de zware onderwerpen af te wisselen met humoristische tekeningen en cartoons waardoor het magazine toch luchtig leesmateriaal werd.

## Rubrieken
Doorheen de jaren kwamen verschillende rubrieken aan bod. De onderstaande rubrieken werden door Rita Mulier in de Edito van het eerste nummer van 1980 genoemd als vaste rubrieken.
- Edito: Een voorwoord van de redactie aan het begin van elke uitgave
- Diskussie: Een discussie rond een actueel thema dat vrouwen aanbelangt. Vaak werden de meningen van verschillende vrouwen of vrouwenorganisaties gevraagd.
- Dossier: Een dossier over een groep of vrouwenorganisatie om de bekendheid van deze groepen te verruimen.
- Interview: Een interview met een vrouw die een belangrijke keuze heeft gemaakt.
- Reportage: Reportage over een actie of bijeenkomst binnen of buiten de beweging
- oogjes open-oogjes toe: Reportage over internationaal vrouwennieuws of nieuws over de vrouwencultuur.
- Cartoons en Tekeningen: Het tijdschrift bevat veel tekeningen, strips en cartoons.
- Aktiviteitenkalender: Een overzicht van alle belangrijke bijeenkomsten, activiteiten en acties .
- Zus en Zo: Een rubriek met zoekertjes en lezersbrieven.

## Medewerkers
| Redactie                                                      |
| ------------------------------------------------------------- |
| - Hilde Masui - Rita Mulier - Winny Schalliée - Rita Weynants |

| Illustraties                                                                    |
| ------------------------------------------------------------------------------- |
| - Suzanne Cautaert - Pea McDennis - Gal - Greet Slembrouck - Vrouwenhuis Leuven |

| Auteurs | Auteurs | Auteurs |
| --- | --- | --- |
| - Monika Abicht - Reina Asherman - Linda Bossers - Suzanne Cautaert - Marleen Daenen - Viv Dierckx - Hilde Masui | - Pea McDennis - Rita Mulier - Vera Nauwelaerts - Patricia Ocket - Brigitte Raskin - Winny Schaillée - Greet Slembrouck | - Miet Smet - Hilde Uytterhoeven - Marijke Van Hemeldonck - Monica Van Paemel - Mieke Verbeelden - Rita Weynant |

Bekende medewerkers
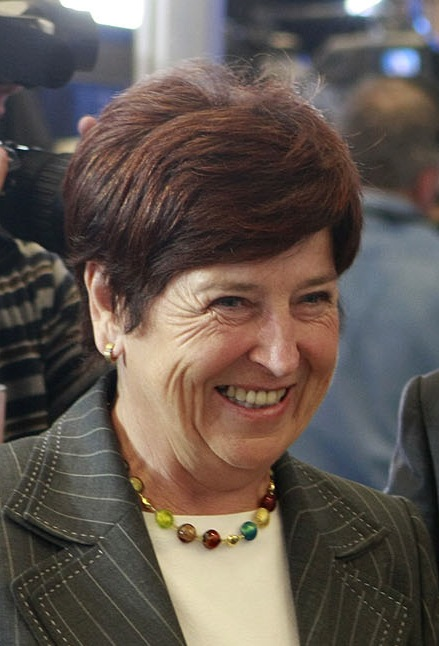
Miet Smet Belgische Christendemocratische politica
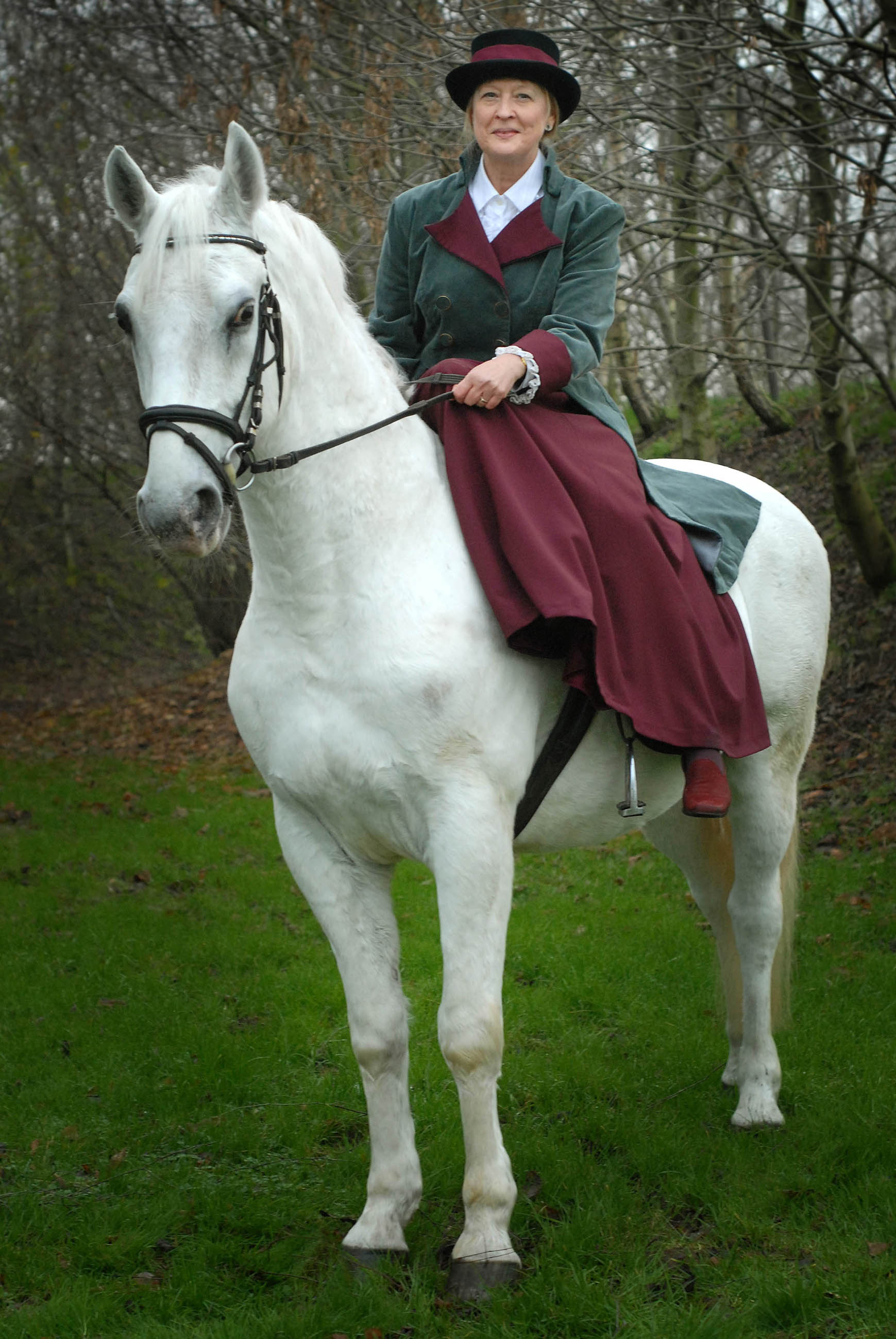
Monika van Paemel Vlaamse auteur van literaire romans